# JAWS
JAWS (Job Access With Speech) patří mezi screen-readery, jedná se o program pro zrakově postižené uživatele vyvíjený společností Freedom Scientific. Jeho úlohou je zpřístupnění počítače s operačním systémem Microsoft Windows pro uživatele pracující hmatem a sluchem. Toho dociluje tím, že zpřístupňuje uživateli informace na obrazovce přes hlasovou syntézu a prostřednictvím braillského řádku a umožňuje komplexní ovládání počítače pomocí klávesnice.
K důležitým vlastnostem patří možnost vytvářet své vlastní konfigurační (detekční) skripty (s podporou dědičnosti). Ty mohou ovlivnit množství a typ informací jdoucí uživateli na výstup a také umožnit používání programů, které by nebyly jinak přístupné (např. programy, které nepoužívají standardní rozhraní operačního systému Windows). Snahou programátorů programu však zůstává omezit množství nutných rozšiřujících skriptů na minimum.

## Historie
JAWS byl prvně vydán v roce 1989 Tedy Henterem, bývalým motocyklovým závodníkem, který roku 1978 přišel při automobilové havárii o zrak. S kapitálem 180 000 USD od Billiho Joyce založil v St. Petersburgu na Floridě roku 1985 Henter-Joyce Corporation. Joyce prodal svůj podíl ve společnosti zpět Tedu Henterovi někdy v roce 1990. V dubnu 2000 se společnosti Henter-Joyce, Blazie Engineering a Arkenstone, Inc. spojily a vytvořily Freedom Scientific.
JAWS byl původně vyvíjen pro operační systém MS-DOS. Jednalo se o jeden z mnoha screen-readerů, které umožňovaly nevidomým uživatelům pracovat s MS-DOS aplikacemi v textovém režimu. Předností, kterou JAWS ve své době vynikal nad konkurencí, bylo zpřístupnění kaskádových menu ve stylu populárního Lotus 1-2-3. Dále umožňoval (na rozdíl od ostatních soudobých screen-readerů) používat makra, která poskytovala uživatelům možnost konfigurace uživatelského prostředí a práci s mnohými aplikacemi.
Ted Henter a Rex Skipper začali psát zdrojového kódu JAWSu v polovině osmdesátých let, jejich společná práce byla završena roku 1990 vydáním verze 2.0. Skipper pak společnost opustil. Po jeho odchodu byl zaměstnán Charles Oppermann, aby produkt udržoval a vylepšoval. Oppermann a Henter pravidelně přidávali nové vlastnosti a vydávali nové verze. Freedom Scientific nyní nabízí na svém webu JAWS for MS-DOS ke stažení jako freeware.
Roku 1993 vydali Henter-Joyce vysoce upravenou verzi JAWSu pro lidi s poruchami učení - WordScholar.

### JAWS for Windows
Operační systém Microsoft Windows byl roku 1992 již poměrně oblíbený, Oppermann tedy začal pracovat na nové verzi JAWSu. Hlavním cílem bylo nezasahovat do standardního uživatelského prostředí Windows a dále nabízet možnost skriptování. Testovací a beta verze JAWS for Windows (JFW) byly prezentovány na konferencích během let 1993 a 1994. V tuto dobu převzal práce na kódu vývojář Glen Gordon, a to zvláště po tom, co Oppermann v prosinci 1994 přešel k Microsoftu. Následovně (v lednu 1995) byl vydán JAWS for Windows 1.0.
V současné době bývá vydávána nová verze JAWS for Windows přibližně jednou ročně, menší updaty během roku. Poslední verze je 9.0, byla uvolněna v listopadu 2007.

## Historie verzí
| Verze   | Datum vydání       | Nejdůležitější změny |
| ------- | ------------------ | --- |
| JFW 1.0 | Leden 1995         | První verze pro OS Windows, podporovány Windows 3.1x a Windows for Workgroups 3.11                                                               |
| JFW 2.0 | Kolem roku 1996    | Přidána podpora pro Windows 95 |
| JFW 4.0 | 14. září 2001      | - Mnoho změn v uživatelském rozhraní - Přidán nepovinný tutorial a nápověda ke klávesovým zkratkám                                               |
| JFW 4.5 | 30. srpna 2002     | - Přidány klávesové zkratky pro práci v Internet Exploreru a pro navigaci mezi HTML tagy                                                         |
| JFW 5.0 | 9. října 2003      | - Výrazné zlepšení práce v Internet Exploreru - Hlasový a zvukový manažer pro indikaci fontů, ovládacích prvků a elementů na webových stránkách. |
| JFW 6.0 |                    | - Zavedení aktivace produktu - Zavedení oddělených uživatelských nastavení                                                                       |
| JFW 7.0 |                    | - Uvolnění přenosné verze (možnost mít JAWS na USB flashdisku) - Podpora pro webový prohlížeč Mozilla Firefox - Konec podpory pro Windows 95     |
| JFW 7.1 | 21. červen 2006    | - Automatické updaty |
| JFW 8.0 | 17. listopad 2006  | - Konec podpory pro Windows 98 a Windows ME - Podpora pro Windows Vista                                                                          |
| JFW 9.0 | 19. listopadu 2007 | - Podpora pro psaní HTML zpráv (např. v Microsoft Outlooku) - Zachování HTML formátování při operacích se schránkou                              |